# Joaquim Francisco Dutra Júnior
 Joaquim Francisco Dutra Júnior, primeiro e único Visconde da Cruz Alta , (6 de junho de 1833 — 4 de janeiro de 1901) foi um político brasileiro e nobre de Portugal. Foi vereador em Porto Alegre.
Recebeu o título de visconde do rei D. Luís I de Portugal por decreto de 15 de fevereiro de 1873.